# Altiphrynoides osgoodi
Altiphrynoides osgoodi е вид земноводно от семейство Крастави жаби (Bufonidae).

## Разпространение
Видът е ендемичен за планините в централните и южни части на Етиопия.